# 1905 في سويسرا
فيما يلي قوائم الأحداث التي وقعت خلال عام 1905 في سويسرا.

## كتب
من الكتب التي صدرت هذه السنة في سويسرا:
- 1 يناير – تحت الدولاب من تأليف هرمان هيسه.

## مواليد

### يناير
- 11 يناير – ألبرت هوفمان كيميائي سويسري.
- 12 يناير – رايموند باسيلو لاعب كرة قدم سويسري.

### فبراير
- 15 فبراير – أغسطس أرني درّاج طريق سويسري.

### أغسطس
- 15 فبراير – أغسطس أرني درّاج طريق سويسري.

### أكتوبر
- 23 أكتوبر – فليكس بلوخ فيزيائي سويسري.

### ديسمبر
- 9 ديسمبر – دالتون ترامبو
- 26 ديسمبر – أليخو كاربنتيير روائي كوبي.

## وفيات

### فبراير
- 2 فبراير – باول سوترمايستر (مواليد 1864)

### مارس
- 15 مارس – ماير جوجينهايم (مواليد 1828)

### نوفمبر
- 2 نوفمبر – ألبرت فون كوليكر (مواليد 1817)